# Bulletin Mensuel de la Societe Centrale d'Agriculture, d'Horticulture et d'Acclimatation de Nice et des Alpes-Maritimes
Bulletin Mensuel de la Société Centrale d'Agriculture, d'Horticulture et d'Acclimatation de Nice et des Alpes-Maritimes (abreviado Bull. Soc. Centr. Agric. Hort. Acclim. Nice) fue una revista con ilustraciones y descripciones botánicas que fue editada en Francia en el año 1904